# Касий Херея
Касий Херея (на английски: Cassius Chaerea) е центурион от армията на Германик Юлий Цезар и един от убийците на император Калигула.